# Ginger Beer

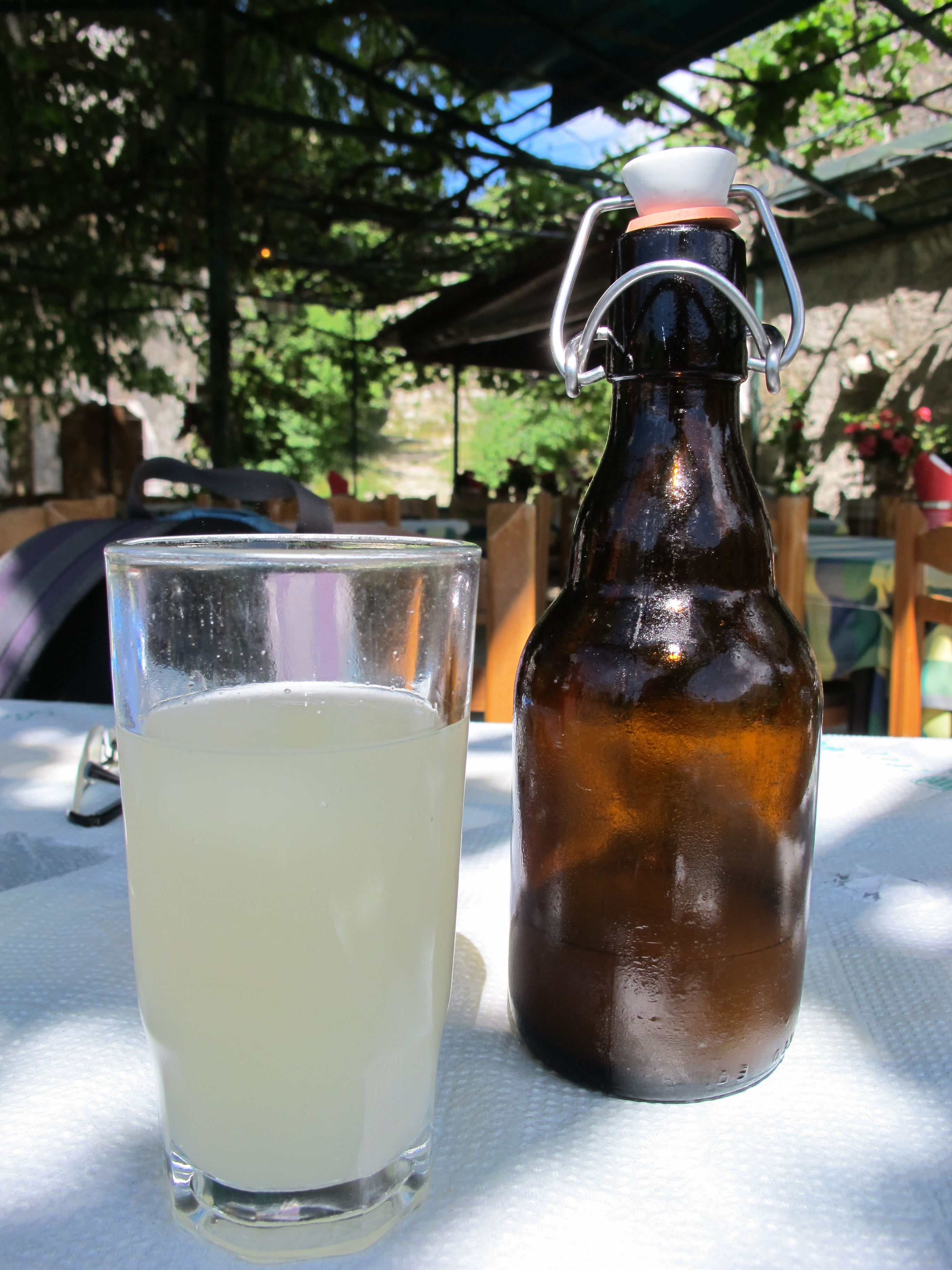
Hausgemachtes Ginger Beer

Ginger Beer (anhörenⓘ; engl. für Ingwerbier) ist ein kohlensäurehaltiges, meist alkoholfreies scharf-süßes Erfrischungsgetränk mit kräftigem Ingwergeschmack. Der Softdrink Ginger Beer ähnelt insoweit dem Ginger Ale, enthält jedoch mehr Ingwer und schmeckt darum intensiver, würziger und schärfer und enthält oft zusätzlich Zitrussäfte. Im Gegensatz zu Ginger Ale ist Ginger Beer meist trüb.
Anders als der Name vermuten lässt, handelt es sich bei Ginger Beer nicht um Bier, sondern meist um Limonaden. Nach wie vor werden aber auch alkoholhaltige Ginger Beers angeboten. Historisch diente die alkoholische Gärung bei der Herstellung von Ginger Beer vor allem dazu, das Getränk mit Kohlensäure zu versetzen; der Alkoholgehalt blieb vergleichsweise gering.

## Geschichte und Herstellung
Die Ursprünge des Ginger Beers liegen im 18. Jahrhundert. Es wurde von Großbritannien unter anderem in die nordamerikanischen Kolonien exportiert.
Ursprünglich war Ginger Beer ein alkoholisches Getränk, da es ähnlich wie Bier oder Wein fermentiert wurde. Im 19. Jahrhundert ging der Alkoholgehalt von 11 Prozent auf unter 2 Prozent zurück. Es war in vielen Haushalten üblich, Ginger Beer selbst zu brauen. Hausgemachtes Ginger Beer war auf den britischen Inseln ein populäres Erfrischungsgetränk. Zur Herstellung wurde es mit Hilfe einer geleeartigen Masse, der Ginger Beer Plant, fermentiert. Diese besteht vorwiegend aus dem Hefepilz Saccharomyces florentinus und dem Bakterium Lactobacillus hilgardii. Sie war in der zweiten Hälfte des 19. Jahrhunderts bis weit in die erste Hälfte des 20. Jahrhunderts auf den britischen Inseln weit verbreitet und wurde von Familie zu Familie weitergereicht und bis nach Nordamerika verbreitet. Ihr Ursprung ist jedoch unbekannt.
In einer Publikation von 1939 nennt Charles Baker zwei Rezepte für Ginger Beer, die besonders bekannt seien. Das ältere, General J. K. L. Harkrider’s Ginger Beer, sei bereits um 1766 im ländlichen England entstanden und somit eines der ältesten überlieferten Rezepte für ein temperance beverage (etwa: ‚alkoholfreies Getränk für Abstinenzler‘). Als Zutaten nennt er „2 ½ Pfund Zucker, 2 Unzen Ingwer, ½ Unze Weinstein, 2 ½ Gallonen kochendes Wasser, Saft und Schalen von 4 Zitronen, 2 Teelöffel frische Brauhefe“ und Zucker nach Geschmack.:143 Das zweite, noch einfachere Rezept habe er in London entdeckt, es sei 60 Jahre alt und stamme von einem gewissen Dr. Pereira. Es enthält weder Weinstein noch Hefe, gesüßt wird mit Zucker und Honig und das Ginger Beer vor dem Abfüllen noch mit Eiweiß geschönt.:144

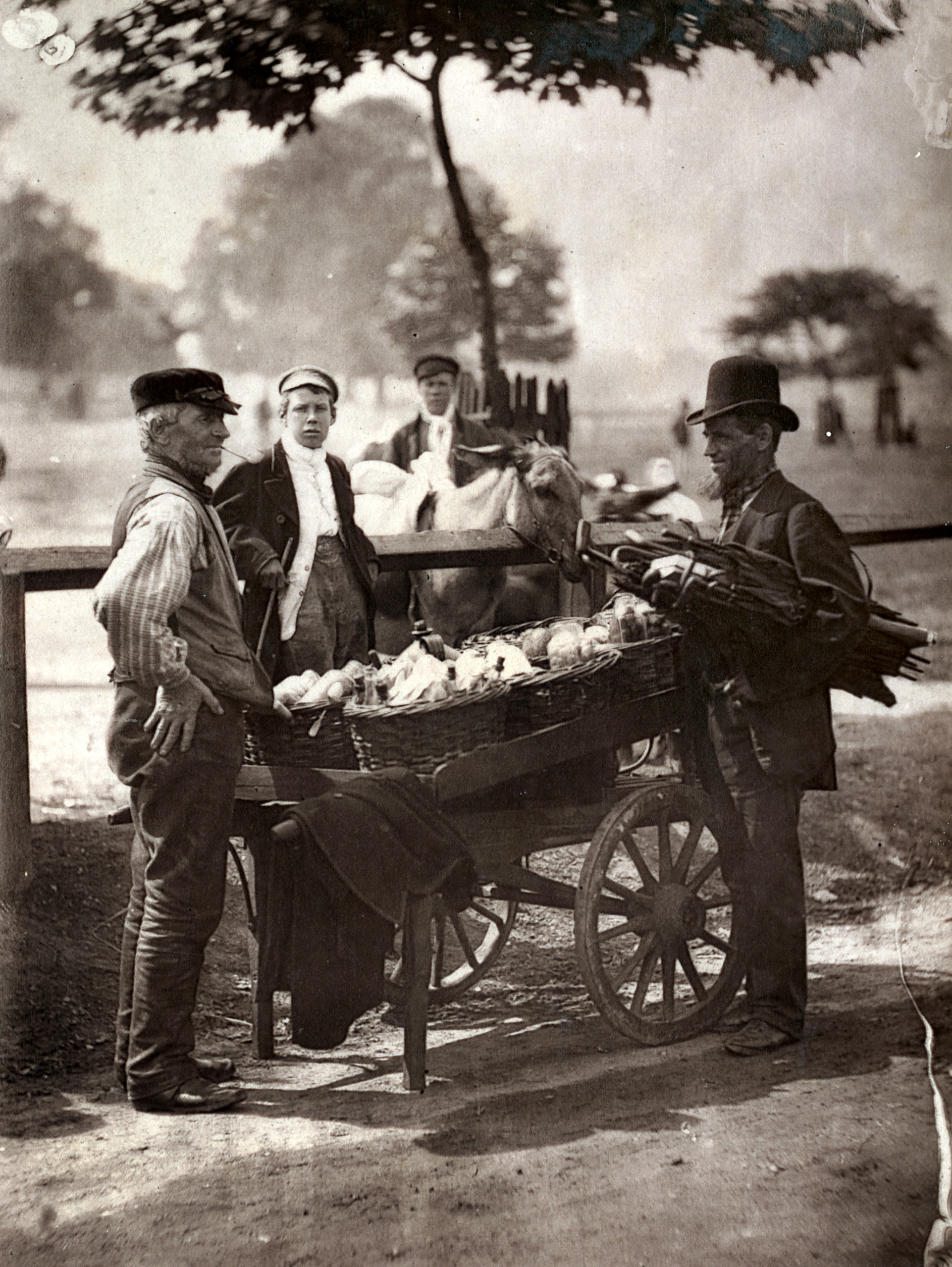
Ginger-Beer-Verkäufer in London (1877)

In seinem 1877 erschienenen Buch Street Life in London beschrieb Adolphe Smith ausführlich das Gewerbe der Ginger-Beer-Verkäufer und schätzte ihren jährlichen Absatz allein in London auf 300.000 Gallonen, das entspricht etwa 5,5 Millionen Portionen à 0,25 Liter. Es handelte sich zumeist um kleine Straßenhändler aus den unteren Schichten, für die es attraktiv war, hausgemachtes Ginger Beer zu verkaufen, da die Herstellung wenig Kapitaleinsatz erforderte. Um ein Gros (144 Portionen zwischen 0,25 und 0,3 l) herzustellen, wurden 3 Pfund Ingwer in gut 40 Liter Wasser gekocht – oftmals im Badezuber der Familie. Nach dem Auskochen des Ingwers wurden Zitronensäure, etwas Nelkenessenz, Hefe und Zucker zugefügt und die Flüssigkeit auf Flaschen gezogen, die mindestens 24 Stunden lagern mussten. Um die Säure zu verstärken, soll gelegentlich sogar mit Schwefelsäure nachgeholfen worden sein. Weiter schrieb Smith: „An brütend heißen Sommertagen werden leichte, erfrischende Getränke stark nachgefragt, und wer als Verkäufer genug dabei hat, oder einen Freund, der ihm nachmittags Nachschub bringt, kann an einem Tag ein ganzes Pfund einnehmen. In normalen Zeiten werden 20 Shilling Gewinn pro Woche als gerechter Lohn für den Straßenverkauf von Ginger Beer gesehen.“ Eine gute Verkaufsstelle sei die Umgebung der geschlossenen Kneipen am Sonntagvormittag gewesen, wenn die harten Trinker nach den Zechgelagen am Vorabend froh waren, ihre trockenen Kehlen zu erfrischen. Ginger Beer sei besonders geeignet, die Stimme wiederherzustellen und die Folgen übermäßigen Alkoholkonsums zu mildern. Das verdeutlicht, dass Ginger Beer schon damals einen bestenfalls sehr geringen Alkoholgehalt hatte.
Auch in den Vereinigten Staaten war Ginger Beer bekannt und beliebt. Dem 1867 erschienenen Haley’s Steward & Barkeeper’s  Manual (deutsch ‚Haley’s Handbuch für Kellner und Gastwirte‘) zufolge gab es viele Möglichkeiten für die Herstellung von Aerated Gingerbeer (‚sprudelndem Ginger Beer‘). Ein besonders klares und einfaches Ergebnis sei zu erzielen, indem man Sodawasser mit Ingwersirup aus Zucker, Wasser und Ingwer mische.:63 Hier handelte es sich also um eine unvergorene, kalt zubereitete Brause, im Gegensatz zu Ginger Wine, bei dessen Herstellung der Ingwerauszug zunächst gekocht wurde und die gezuckerte, abgekühlte Mischung schließlich mit Hefe, Zitronenscheiben und Alkohol versetzt fermentierte und bis zur Abfüllung drei Monate im Fass lagern sollte.:41
Ähnliche Rezepte finden sich auch in einem anderen Getränkebuch von 1867:

“To make good Ginger Beer. Take 1 spoonful ground ginger. 1 spoonful cream of tartar. 1 pint yeast. 1 pint molasses. 6 quarts cold water. Mix, and let it stand a few hours, until it begins to ferment; then bottle it, set it in a cool place: in 8 hours it will be good.”

„Gutes Ginger Beer herstellen: Man nehme 1 Löffel geriebenen Ingwer, 1 Löffel Weinstein, 1 Pint [Anm.: etwa ½ Liter] Hefe, 1 Pint Melasse, 6 Quarts [Anm.: etwa 6 Liter] kaltes Wasser. Vermischen und einige Stunden ruhen lassen, bis es zu gären beginnt; dann auf Flaschen ziehen und kühl lagern: nach 8 Stunden wird es gut sein.“

Weitere Ginger-Beer-Rezepte in dem Buch sind ein Imperial Ginger Beer aus Ingwer, Weinstein, weißem Zucker, Zitronenessenz, Hefe und Wasser, das in Flaschen mit festgebundenen Korken abzufüllen sei, und ein mit Honig gesüßtes Ginger Beer, dem noch Eiweiß hinzugefügt wurde. Ferner ist ein Rezept für Ginger Beer Powders enthalten, einem Brausepulver, aus dem man in Kombination mit gemahlenem Weinstein und Wasser jederzeit selbst ein sprudelndes Getränk herstellen konnte.
In den Jahren der Prohibition in den Vereinigten Staaten 1919 bis 1933 schwand die Bedeutung des Ginger Beers. Zuvor hatte es etwa 300 US-amerikanische, über 1000 kanadische und etwa 3000 britische Ginger-Beer-Brauereien gegeben.
In den folgenden Jahrzehnten fristete Ginger Beer ein Nischendasein und wurde kaum noch kommerziell hergestellt. In Deutschland war seit jeher nur das vergleichsweise mildere Ginger Ale des Herstellers Schweppes erhältlich und Grundlage für entsprechende Mixgetränke. Ungefähr seit den 2000er Jahren wurde Ginger Beer als Importprodukt wieder besser verfügbar und unter anderem in Asia-Märkten verkauft, etwa zeitgleich stieg die Beliebtheit des Longdrinks Dark and Stormy und, vor allem seit den 2010er Jahren, des Moscow Mule. Für viele weitere Cocktails kann Ginger Beer anstelle von Ginger Ale eingesetzt werden.

## Markteinführungen und Rechtsstreit in Deutschland

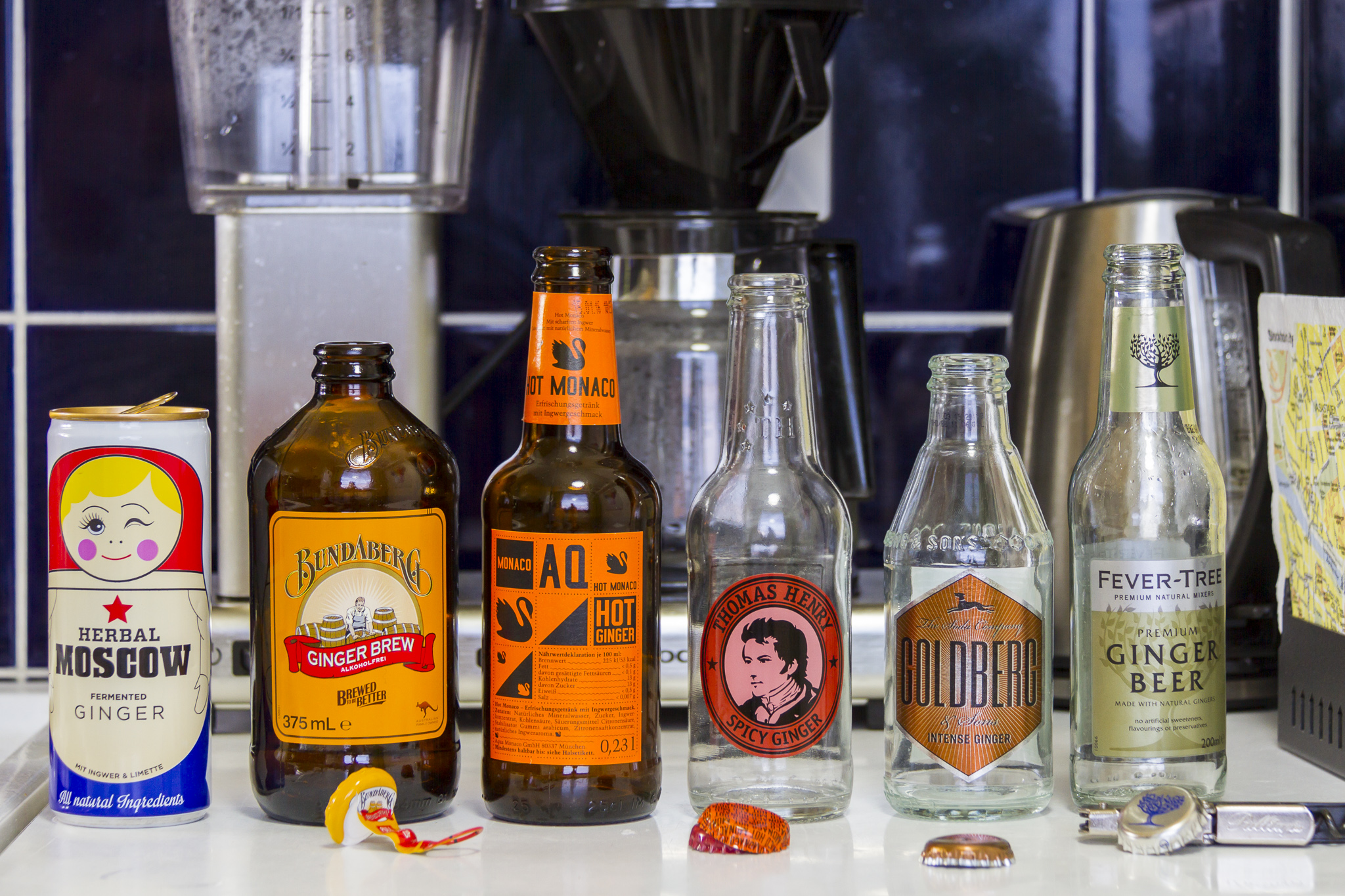
(Leere) Ginger-Beer-Flaschen und -Dosen verschiedener Hersteller

2010 brachte das Softdrink-Unternehmen Thomas Henry das erste in Deutschland hergestellte Ginger Beer auf den Markt. Dabei handelte es sich wie bei vielen international gehandelten Vorbildern um eine Limonade ohne Alkohol. 2011 untersagte das Landgericht Berlin dem Unternehmen jedoch die Verwendung der Verkehrsbezeichnung „Ginger Beer“. 2012 bestätigte das Kammergericht diese Entscheidung im Berufungsverfahren und führte aus, dass der Name „Ginger Beer“ irreführend im Sinn des Gesetzes gegen den unlauteren Wettbewerb sei. Der inländische Durchschnittsverbraucher verstehe „Ginger Beer“ nämlich als Hinweis auf Bier oder Bierbestandteile, die im fraglichen Produkt aber nicht enthalten seien. Das Produkt wurde daraufhin in Spicy Ginger umbenannt. Wenig später führte Krombacher auf dem deutschen Markt ein Ginger Beer mit der Bezeichnung Schweppes Ginger B. ein. 2014 brachte der deutsche Spirituosenhersteller Borco-Marken-Import ein mit Honig aromatisiertes, insofern untypisches Ginger Beer namens Lupina Ginger auf den Markt. Im selben Jahr führte das Unternehmen Brand Garage ein in Dosen abgefülltes Ginger Beer der Marke Herbal Moscow ein. Bei allen Produkten handelt es sich um alkoholfreie Softdrinks. Zunehmend wurden in den folgenden Jahren auch Ginger Beers aus dem Ausland importiert und in Deutschland vertrieben.
2017 kam es zu einem weiteren Rechtsstreit um die Bezeichnung „Ginger Beer“. Die Klägerin, ein Getränkehandel, wollte einem Wettbewerber verbieten, verschiedene importierte Ginger Beers in Deutschland unter diesem Namen zu vertreiben, da sie nicht unter Verwendung von Bierbestandteilen hergestellt worden seien, während dem Produkt der Klägerin (das sie ihrerseits als „Ginger Beer“ verkaufte) bei der Herstellung 0,24 Gramm Gerstenmalzextrakt zugefügt werde. Das Landgericht München I konnte, im Gegensatz zu den Berliner Gerichten fünf Jahre zuvor, jedoch in der Bezeichnung „Ginger Beer“ keine Verbrauchertäuschung erkennen und wies die Klage ab. Den Mitgliedern der Kammer sei aus eigener Erfahrung bekannt, dass es sich bei Ginger Beer um ein alkoholfreies Erfrischungsgetränk bzw. einen Softdrink ähnlich wie Ginger Ale handele und dass es als solches im englischsprachigen Ausland seit Jahrzehnten vertrieben und konsumiert werde. Diese Auffassung stützten sie unter anderem auf den deutschsprachigen Wikipedia-Artikel und die umfangreiche Verwendung der Limonade Ginger Beer für die Herstellung von Mixgetränken. Bei einem Produkt, das nicht als „Bier“ oder „Beer“, sondern als „Ginger Beer“ verkauft werde, gehe der verständige Verbraucher nicht davon aus, dass es bierhaltig sei; es sei klar zu erkennen, dass es sich nicht um Bier, sondern eben um Ginger Beer handele. Für Ginger Beer gelten daher weder die Vorschriften der Bierverordnung, noch müssten Bierbestandteile enthalten sein oder das Produkt auf der Gärung von Gerstenmalz beruhen.

## Internationale Hersteller
Bekannte internationale Ginger-Beer-Marken sind Bundaberg Ginger Beer, D&G Old Jamaica, Fentimans, Fever Tree, Gosling’s, Stoney und Thomas Henry. Alkoholhaltige Ginger-Beer-Marken sind Crabbies’s (3,4 % vol.), Hollows & Fentimans (4 % vol.), Stone’s (4 % vol.) und Ginger Beer der Brauerei Locher (Appenzeller Bier) (2,4 % vol.).

## Bierähnliche Getränke mit Ingwergeschmack
Bei dem seit 2013 von der Klosterbrauerei Neuzelle vertriebenen Ginger Bier handelt es sich nicht um ein Ginger Beer, sondern um ein Biermischgetränk auf Basis von Hellem Bier, das mit Zucker und Aromastoffen versetzt wird.